# Manfred Pentz

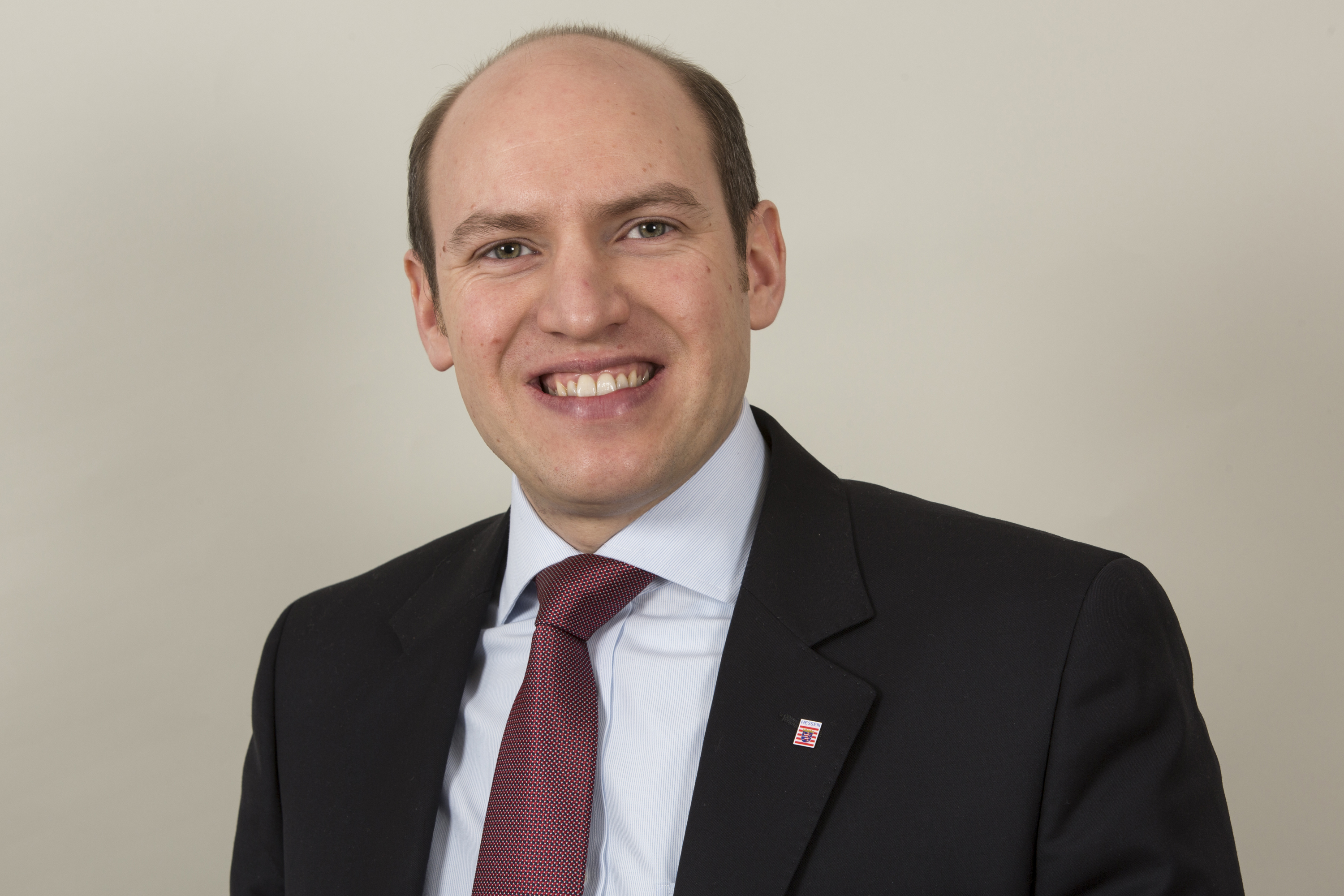
Manfred Pentz, 2013

Manfred Pentz (* 10. März 1980 in Darmstadt) ist ein deutscher Politiker (CDU). Er ist seit dem 18. Januar 2024 Hessischer Minister für den Bund, Europa, Internationales und Entbürokratisierung im Kabinett Rhein II. Seit dem 1. Oktober 2010 ist er Abgeordneter im Hessischen Landtag. Von 2014 bis 2024 war er Generalsekretär der CDU Hessen.

## Lebenslauf
1996 bis 1999 absolvierte Pentz  eine Ausbildung als Versicherungskaufmann und war bis 2000 in einem  Versicherungsbüro tätig. Von 2001 bis 2006 war er als selbstständiger Versicherungsberater in Darmstadt tätig.  Von 2006 bis 2008 war er Wissenschaftlicher Mitarbeiter von Hartmut Honka MdL.  Berufsbegleitend studierte Pentz von 2001 bis 2008 in Frankfurt am Main. 2008 beendete er sein Studium mit dem Abschluss als Versicherungsbetriebswirt (DVA). Von 2009 bis Mai 2011 war er bei der Helvetia Schweizerische Versicherungsgesellschaft AG in Frankfurt am Main tätig.
Er ist römisch-katholisch und wohnt in Groß-Zimmern, ist verheiratet und hat zwei Kinder.

## Politische Laufbahn
1995 trat Pentz in die CDU ein. Von 2001 bis 2006 war er Kreisvorsitzender der Jungen Union Darmstadt-Dieburg und von 2006 bis 2014 Kreisvorsitzender der CDU Darmstadt-Dieburg, wo er seit 2014 stellvertretender Kreisvorsitzender ist. Seit 2001 ist er Gemeindevertreter in Groß-Zimmern und war bis März 2011 Vorsitzender der örtlichen CDU-Fraktion. Manfred Pentz ist zudem Vorsitzender der Gemeindevertretung Groß-Zimmern. 
Seit 2006 ist Pentz Mitglied des Kreistages Darmstadt-Dieburg. Vom 8. Februar 2014 bis zum 26. Januar 2024 Generalsekretär der CDU Hessen. Seit 2024 ist er stellvertretender Landesschatzmeister der CDU Hessen.
Bei der Landtagswahl in Hessen 2009 kandidierte Pentz als Ersatzkandidat für Silke Lautenschläger im Wahlkreis Darmstadt-Dieburg II. Nach dem Ausscheiden Lautenschlägers aus dem Landtag mit Ablauf des 30. Septembers 2010 rückte er am 1. Oktober 2010 in den Landtag nach. 2013, 2018 und 2023 wurde er über das Direktmandat erneut in den Landtag gewählt. Er war dort im Petitionsausschuss, im Europaausschuss, im Ausschuss für Wirtschaft und Verkehr, im Kulturpolitischen Ausschuss und in dem Unterausschuss Datenschutz tätig.
Am 18. Januar 2024 wurde Pentz zum Hessischen Minister für den Bund, Europa, Internationales und Entbürokratisierung im Kabinett Rhein II ernannt.
Bei den Kommunalwahlen in Hessen 2011 kandidierte Pentz für den Kreistag von Darmstadt-Dieburg und die Gemeindevertretung Groß-Zimmern. Manfred Pentz ist Vorsitzender der Gemeindevertretung und damit erster Bürger von seiner Heimatgemeinde Groß-Zimmern. Er leitet die Sitzungen der Gemeindevertretung und nimmt repräsentative Aufgaben wahr.
Seit August 2011 ist Pentz stellvertretender Vorsitzender im Verwaltungsrat der Sparkasse Dieburg. Im Dezember 2012 wurde er zum finanzpolitischen Sprecher der CDU-Landtagsfraktion gewählt.